# سعید العاص
سعید العاص (عربی: عبد الحميد مهري؛ زاده: ۱۸۸۹ – درگذشته: ۶ اکتبر ۱۹۳۶) یک مبارز سوری و یکی از رهبران پیشرو در انقلاب بزرگ عرب بود.

## زندگی‌نامه
سعید العاص در سال ۱۸۸۹ در حما متولد شد. او از آکادمی نظامی استانبول بود که در سال ۱۹۰۷ فارغ‌التحصیل شد و در جنگ بالکان شرکت کرد.
او یکی از رهبران پیشرو در انقلاب بزرگ عرب از گروه افسران عرب آزاد بود، بعد از مدتی به حزب العهد تحت رهبری ژنرال عزیز المصری پیوست که بتواند حقوق اعراب برای آزادی و استقلال کامل و حکومت خود در سرزمین‌های خود مطالبه کند.
او به‌عنوان یک افسر ارتش عرب به همراه انقلاب شیخ صالح علی که در کوه‌های علاوی و انقلاب ابراهیم هانانو در مناطق حلب می‌جنگید تا در برابر تجاوز فرانسه بایستد.
او به عمان رفت و به عنوان سرهنگ در ارتش اردن منصوب شد، اما هنگامی که خواسته شد در مبارزه با ارتش عبدالعزیز آل سعود شاه سعودی در حجاز شرکت کند، استعفا داد.

## درگذشت
سعید العاص در سال ۱۹۳۶ با عبدالکراد حسینی به انقلاب فلسطین پیوست تا زمانی که در ۶ اکتبر همان سال در نبرد سبزها به قتل شد.